# 班廷 (特拉華州)
班廷（英語：Bunting）是位於美國特拉華州蘇塞克斯縣的一個非建制地區。該地的面積和人口皆未知。

## 地理
班廷的座標為38°27′48″N 75°09′15″W / 38.46333°N 75.15417°W，而該地的平均海拔高度為5米（即16英尺）。